# Exidia brunneola
Exidia brunneola är en svampart som tillhör divisionen basidiesvampar, och som beskrevs av Petter Adolf Karsten. Exidia brunneola ingår i släktet Exidia, och familjen Exidiaceae. Arten är reproducerande i Sverige.